# 오이풀
오이풀은 장미과에 속하는 여러해살이풀이다. 한국, 일본, 유럽, 중국 만주, 시베리아 등지에 분포한다.

## 생태
산과 들에서 흔히 자란다. 줄기는 높이 30~150cm쯤 되며 곧게 서며 윗부분에서 갈라지고 털이 없다. 뿌리에서 나는 잎은 잎자루가 길며 5~11개의 작은 잎이 달린, 깃 모양의 겹잎이다. 작은 잎 모양은 긴 타원 모양이며 가장자리에 톱니가 있다. 줄기잎은 잎자루가 짧고 크기도 작다. 잎이나 줄기를 비비면 오이 냄새가 난다. 꽃은 7~9월에 피며 이삭꽃차례에 달리는데, 짙은 자주색이다. 꽃차례의 길이는 1~2.5 cm, 지름 6~8mm로 곧게 선다. 꽃은 위에서부터 아래로 피고 꽃잎은 없다. 열매는 10~11월경에 맺고 수과로 사각형이고 꽃받침으로 싸여 있다.

## 쓰임새
뿌리를 지유(地楡)라 하여 약재로 쓴다. 생기소르비에닌(sanguisorbienin)과 타닌 등을 함유하고 있다. 지혈제로 쓰며, 토혈·월경 과다·이질·산후 복통 등에 효과가 있다.

## 관리 및 번식법
관리법 : 비옥하고 물 빠짐이 좋은 화단에 심는다. 꽃은 마치 드라이 플라워(Dry Flower)한 것과 같이 종이 질감이 난다.
번식법 : 11월에 받은 종자를 이듬해 봄에 뿌리고 새순이 올라오는 봄에 포기나누기를 한다. 종자발아가 어렵기 때문에 포기나누기를 권한다.

## 사진

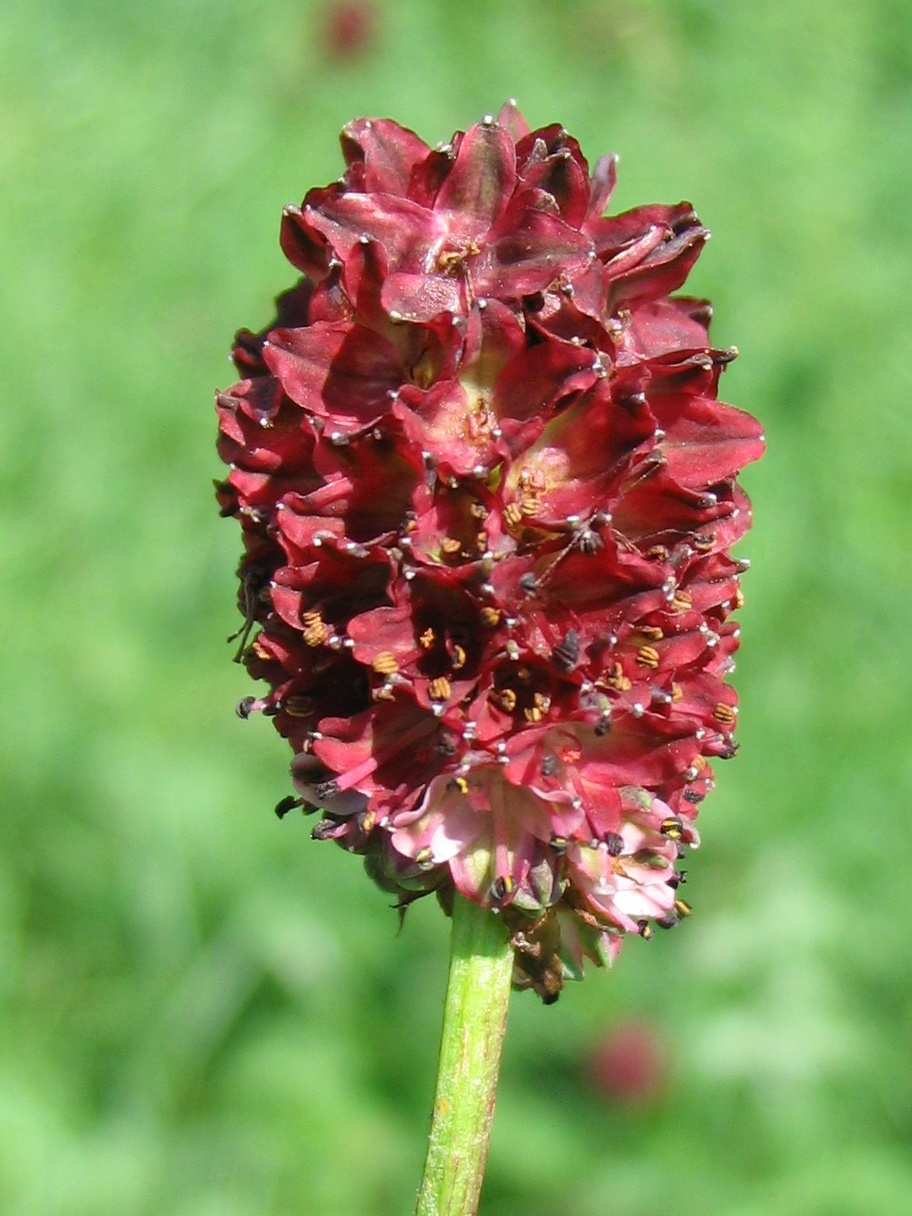
꽃
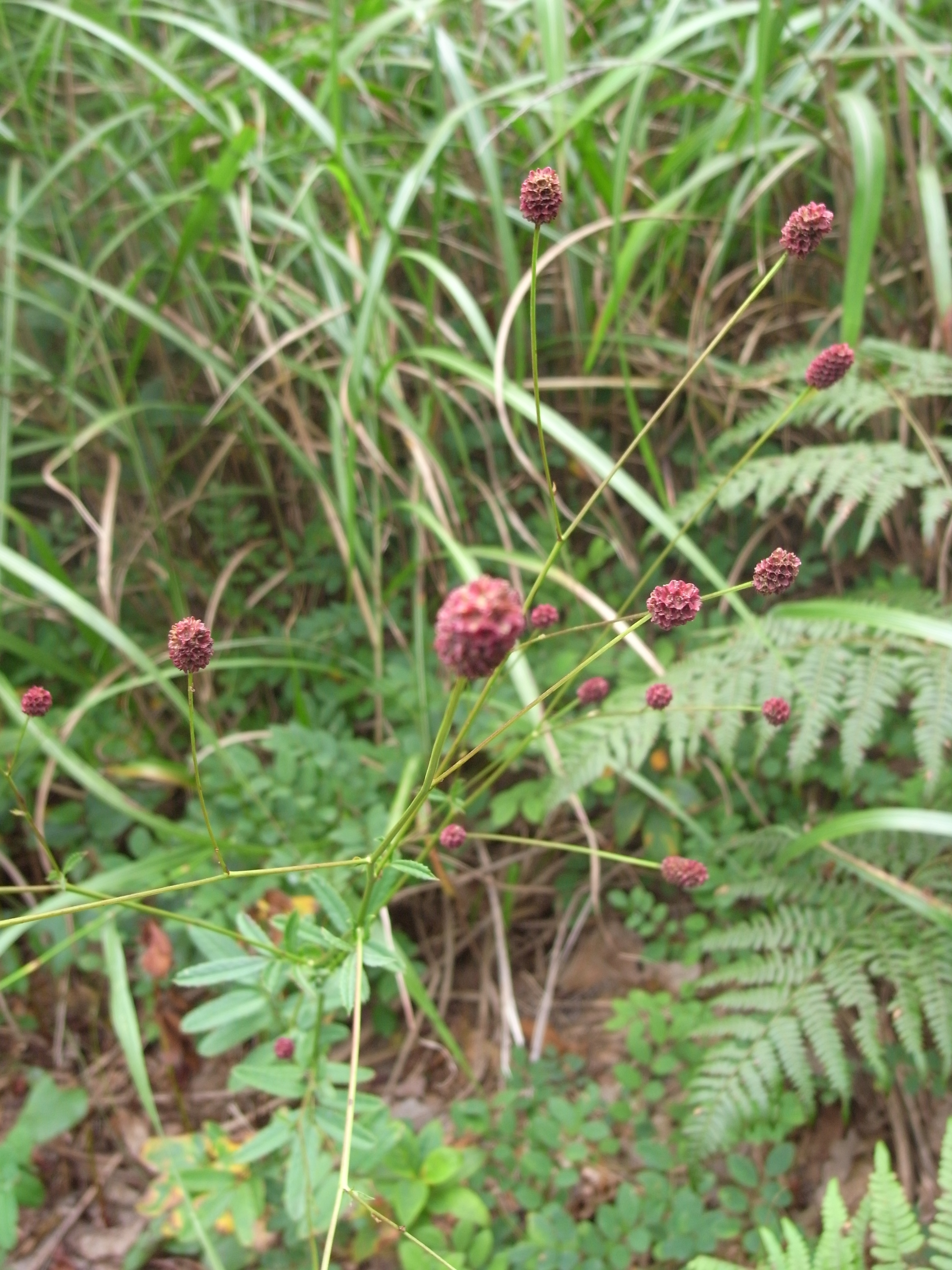
꽃차례
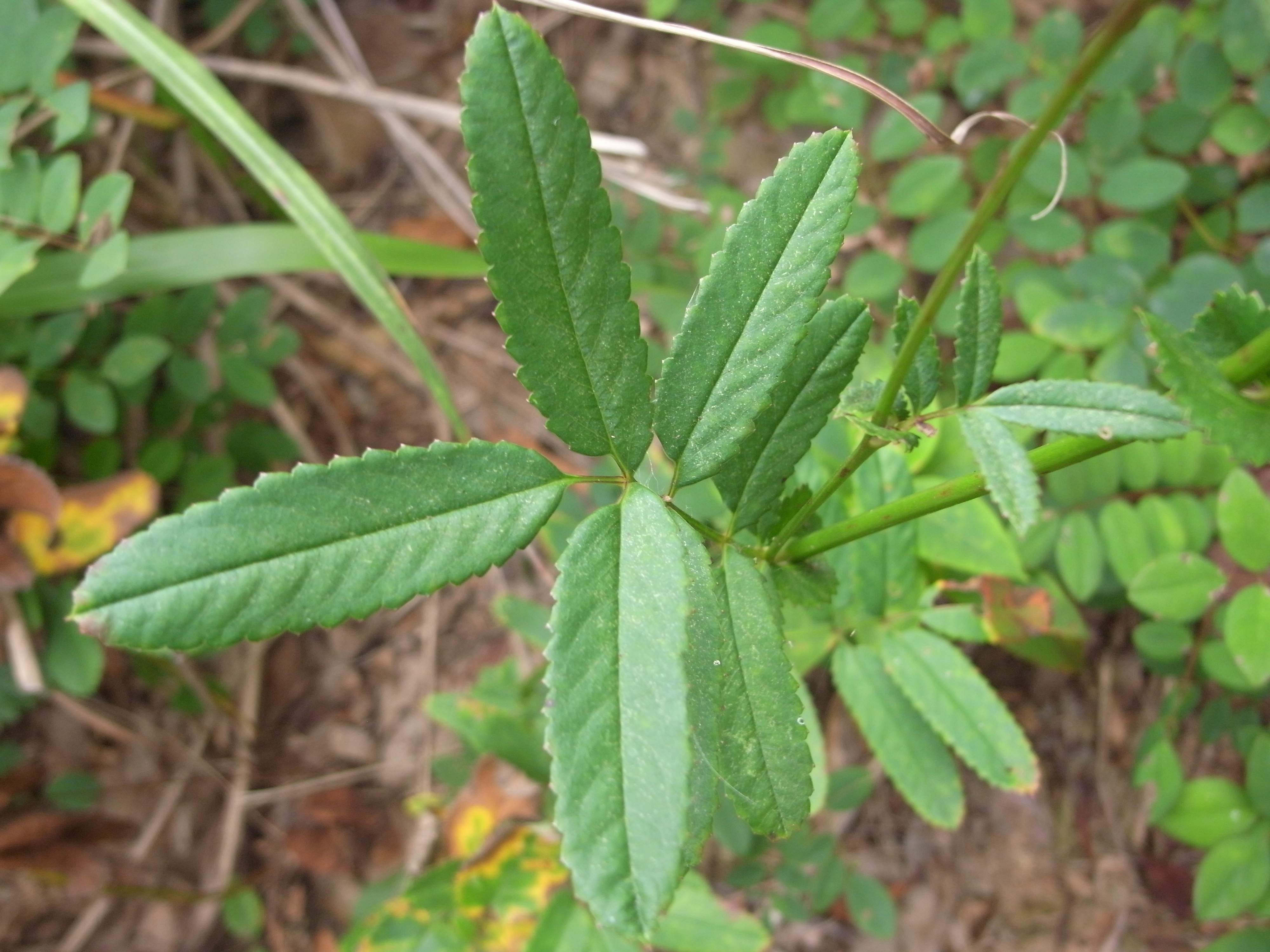
잎
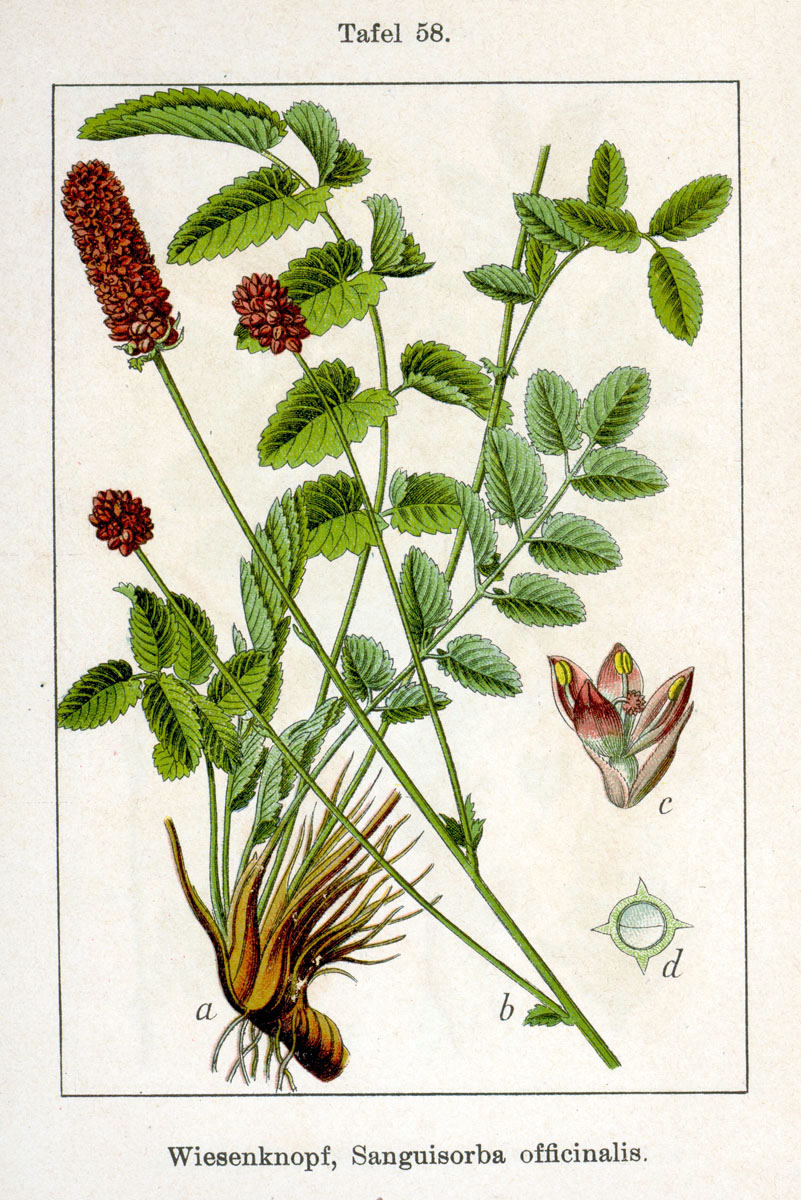

## 참고 문헌
- 고경식; 김윤식 (1988). 《원색한국식물도감》. 아카데미서적.
- 이동혁 (2007). 《오감으로 찾는 우리 풀꽃》. 도서출판 이비컴. ISBN 978-89-89484-57-8.
- 풀베개 보관됨 2015-12-10 - 웨이백 머신